# Otročok
Otročok es un municipio del distrito de Revúca en la región de Banská Bystrica, Eslovaquia, con una población estimada a final del año 2024 de 320 habitantes.
Se encuentra ubicado al este de la región, en la cuenca hidrográfica del río Sajó —un afluente derecho del río Tisza— y cerca de la frontera con la región de Košice.

## Demografía
| Año        | 1994 | 2004     | 2014    | 2024    |
| ---------- | ---- | -------- | ------- | ------- |
| Población  | 245  | 301      | 319     | 320     |
| Diferencia |      | +22,85 % | +5,98 % | +0,31 % |

| Año        | 2023 | 2024    |
| ---------- | ---- | ------- |
| Población  | 326  | 320     |
| Diferencia |      | −1,84 % |